# Embaixadores do Rei

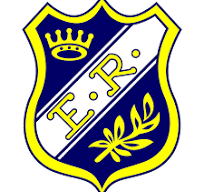
A logo dos Embaixadores do rei

Os Embaixadores do Rei é uma organização missionária das Igrejas Batistas que trabalha com adolescentes e jovens da faixa de 9 a os 17 anos de idade. Tem como objetivo desenvolver atividades livres sociais, espirituais, esportivas, Missões, Mordomia, Evangelização, Recreação,  Acampamentos recreativas e educativas, A organização, inspirada no versículo bíblico "De sorte que somos embaixadores por Cristo"2 Coríntios 5:20.
No Brasil, a organização existe desde 1948, quando foi criada a primeira "embaixada", na Igreja Batista da Tijuca, no Rio de Janeiro, pelo missionário batista estadunidense William Alvin Hatton. Hoje a organização é coordenada pelo Departamento Nacional de Embaixadores do Rei (DENAER) pelo coordenador atual Fabiano Lessa , já foi filiada à União de Homens Batistas do Brasil, uma entidade (Junta) da Convenção Batista Brasileira, também tem outra organização que ajuda em missões que é feminino Mensageiras do Rei.

## História

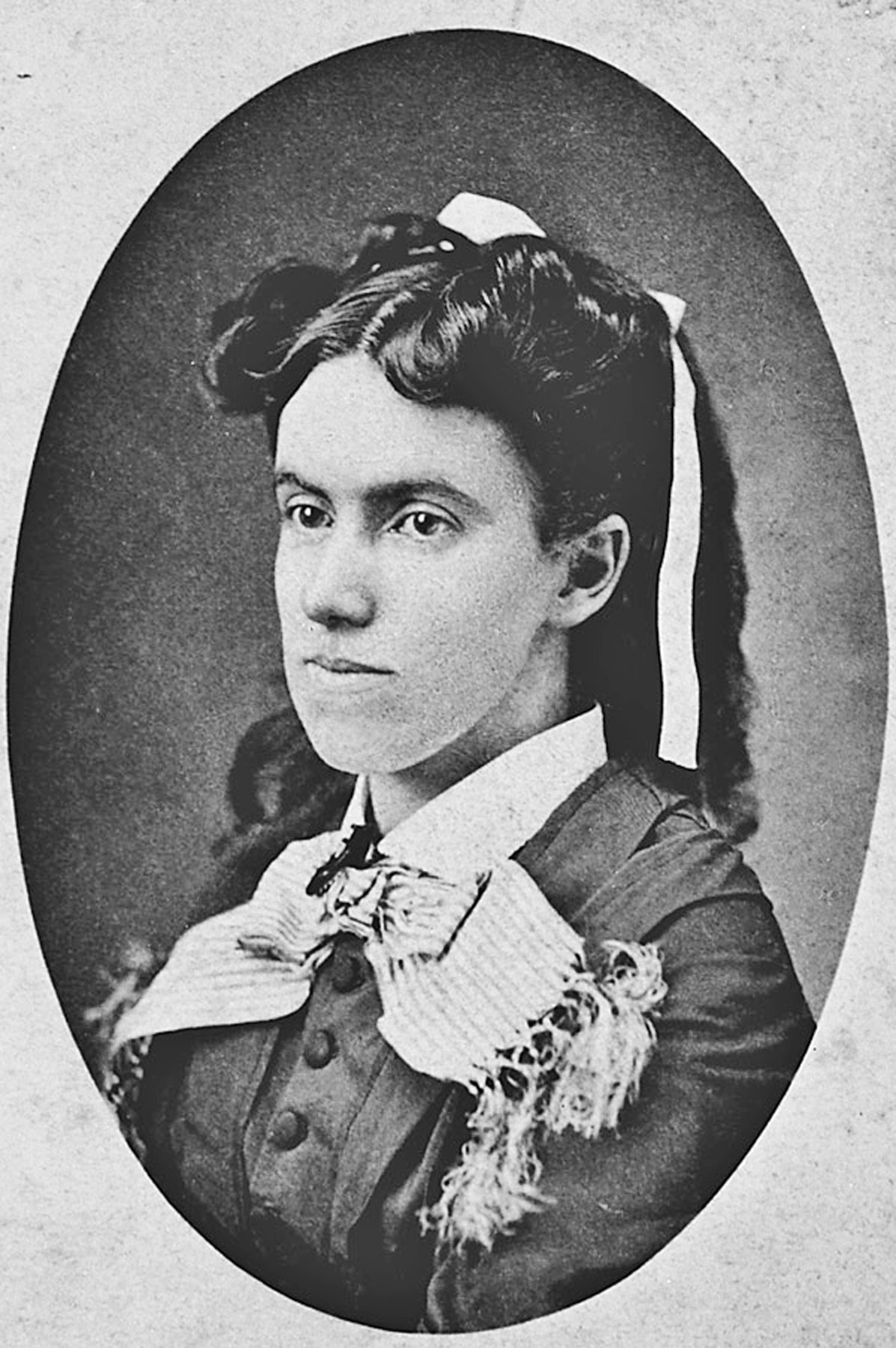
A Lottie Moon

A organização teve origem em um movimento que iniciou em 1883, quando um grupo de garotos entre 12 e 14 anos, na cidade de Owesboro, Kentucky, nos EUA se reuniam para falar sobre missões e orar pelos missionários. Pensando em missões, o grupo resolveu custear as despesas de uma estudante na escola dirigida pela missionária Lottie Moon, em Tengchow, na China.
Estes garotos, porém, não tinham uma liderança organizada. Foi então que em 1907 a União Feminina Missionária da Convenção Batista do Sul dos Estados Unidos montou um comitê de Trabalho Missionário para meninos. Fannie Exile Scudder Heck, presidente da UFMB da Convenção Batista do Sul dos EUA foi a primeira líder deste Comitê formado em prol desta organização que se formara. Elizabeth Briggs, outra componente do comitê, participou de uma conferência para os jovens onde ouviu por eles uma canção chamada “The King’s Business” (hoje no Hinário dos E.R. conhecido como Mensagem Real o hino 207 do cantor cristão), que fala sobre embaixadores cristãos. Por isso ela sugeriu para a organização o nome “Embaixadores” onde a Senhora Heck acrescentou o “do Rei”.
Na 20ª Reunião anual da União Feminina da Convenção Batista do Sul dos EUA em Maio de 1908, os membros desta União votaram para patrocinar um organização missionária para atender esse meninos cujo nome era Royal Ambassadors (Embaixadores Reais, em livre tradução). A primeira embaixada dos embaixadores do rei dos EUA é a embaixada Carey Newton foi organizada na Primeira Igreja Batista em Goldsboro, Carolina do Norte.

### O primeiro Secretário dos ER dos EUA

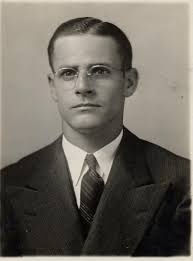
O J. Ivyloy Bishop

Em 1943,o trabalho ER havia crescido tanto que foi necessário que a convenção designasse um Secretário de Embaixadores do Rei em tempo integral.A União Feminina Missonária convidou J. Ivyloy Bishop para ocupar a posição.Bishop já havia trabalhado como secretário dos ER no Alabama ,Mississippi e Carolina do Sul.tendo ele aceitado o desafio,serviu até setembro de 1953, e foi ele quem incentivou Alvin Hatton a ser missionário no Brasil e iniciar o trabalho dos Ebaixadores do Rei em Terras Brasileiras.

## No Brasil
O trabalho dos Embaixadores do Rei foi iniciado no Brasil graças aos esforços do pastor e missionário estadunidense William Alvin Hatton.também é embaixador na sua igreja(Igreja Batista Universitária), Katie e William Alvin Hatton desembarcam no Brasil em 20 de Março de 1948 e logo começaram a trabalhar para implementar o trabalho dos Embaixadores do Rei em terras brasileiras.
Alvin Hatton contou a ajuda da União Feminina Missionária Batista do Brasil, em especial da missionária Minnie Landrum para implementação do trabalho dos ER no Brasil.
Foi formada uma equipe para estruturar o início do trabalho ER e preparar as primeiras literaturas.Participaram dessa equipe, além de Minnie Landrum, Waldemira Almeida de Mesquita, W. E. Allen, Tiago Lima, Hélcio Lessa, James Musgrave, Paulo Spurgeon de Paula e o próprio William Alvin Hatton.
Em Agosto daquele mesmo ano (1948) aconteceram as primeiras reunião dos E.R., com meninos da Igreja Batista da Tijuca e da Igreja Batista de Itacuruçá, além de meninos do internato do Colégio Batista (hoje Colégio Batista Shepard). O marco inicial é o dia 07 de agosto de 1948, quando foi realizada a primeira reunião da Embaixada William Buck Bagby e foi fundada na Igreja Batista da Tijuca, então pastoreada por David Gomes e Paulo Cabral Pimentel que foi o primeiro conselheiro nomeado.Anos depois a igreja mudou de nome para Primeira Igreja Batista no Andaraí,pois havia transferido sua rede para esse bairro vizinho, no Rio de Janeiro no dia 4 de setembro de 1948 foi organizada a segunda embaixada do brasil na Igreja Batista Itacurucá também na tijuca , Rio de Janeiro.Ela recebeu o nome de W.e.allen,que era pastor da igreja e membro da equipe que ajudou na estruturação do trabalho dos Embaixadores do Rei no brasil.No dia 24 de Fevereiro de 1950 a JUERP criou o Departamento de Embaixadores do Rei, hoje conhecido como DENAER Departamento Nacional de Embaixadores do Rei.

### Sítio do Sossego

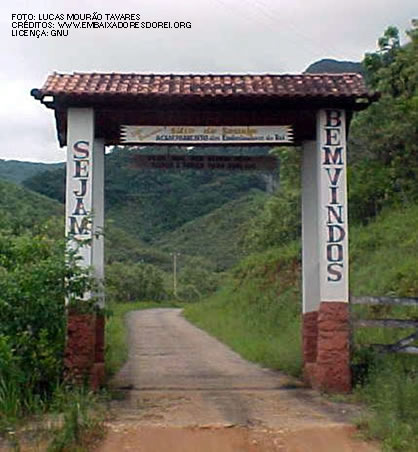
A entrada do Sítio do Sossego

Em Agosto de 1950 Alvin Hatton comprou um sítio localizado na cidade de Casimiro de Abreu no interior do estado Rio de Janeiro. O sítio pertencia ao Professor Moysés Silveira que ,na época era diretor do Colégio Batista do Rio de Janeiro ( atualmente,Colégio Batista Shepard.)O sítio foi aquirido para servir como acampamento para os Embaixadores do Rei,sendo batizado de Acampamento batista Sítio do Sossego.

## Publicações
Os Embaixadores do Rei, assim como os Batistas Brasileiros da Convenção Batista Brasileira tem a bíblia protestante como única regra de fé e prática. Para auxiliar no ensino bíblico, conhecimentos da história da denominação e de aspectos significativos da organização, os Embaixadores do Rei utilizam a Revista O Embaixador que circula desde 1951,Em 1981 William Alvin hatton ele escreveu o seu livro Sempre Embaixador que conta a vida do William Alvin Hatton e em 2010 o John Hatton editor na versão e-book, e um sistema de publicações seriadas, conhecido como Sistema de Postos. Em 2016, foi aprovado em um Fórum Nacional de Liderança ER a mudança na estrutura dos postos que esta em transição.
Os novo postos, em ordem são:
- Embaixador Escudeiro
- Embaixador Arauto
- Embaixador Sênior
- Embaixador Emérito